# Massagem biodinâmica
A Massagem Biodinâmica teve a sua origem na obra de Gerda Boyesen.
Ela explorou o princípio de que todas as nossas vivências estão registadas no corpo, e que as emoções reprimidas se "congelam" no organismo sob a forma de tensões cronicas e bloqueios, podendo provocar sintomas como insonias, dores de cabeça, ansiedade, entre outros.
Com uma visão holística do ser humano, Gerda Boyesen, desenvolveu um método de massagem suave e integrador. Através do toque e diálogo, com a massagem biodinâmica procura-se desbloquear a respiração, libertar a tensão física e emocional,  e restabelecer o fluxo energético no corpo. Também pretende aumentar a consciência corporal, proporcionando maior capacidade de auto-regulação ao organismo.
Gerda Boyesen (nascida em 18 de Maio de 1922 em Bergen, Noruega, morreu em 29 de Dezembro de 2005 em Londres) foi a fundadora da Psicologia Biodinâmica, um ramo da Psicologia Somática.